# 66 av. J.-C.
Cette page concerne l'année 66 av. J.-C. du calendrier julien proleptique.

## Événements
- 20 octobre 67 av. J.-C. (1er janvier 688 du calendrier romain) : début à Rome du consulat de Manius Aemilius Lepidus et Lucius Volcacius Tullus[1].

- Janvier : Caius Manilius, tribun de la plèbe, propose la loi Manilia qui confie à Pompée la mission de terminer la guerre en Orient, avec pleins pouvoirs sur les provinces d’Asie[2].

- Printemps, troisième guerre de Mithridate : Pompée quitte la Cilicie sécurisée par les trois légions de Marcius Rex pour relever Lucullus de son commandement en Galatie. Il rencontre Lucullus à Danala, chez les Trocmes, puis marche sur le Pont contre Mithridate VI, qui refuse l’affrontement direct ; Pompée franchit le haut Euphrate, entre en Acilisène, mais Mithridate lui bloque le passage en s’établissant à Dastira. Pompée repasse alors l’Euphrate pour l’Arménie pontique où il reçoit des renforts de Cilicie. Il reprend l’offensive et assiège Dastira. Mithridate s’enfuit à la faveur de la nuit, Pompée le poursuit, le surprend de nuit dans la vallée du Lycos, à l’emplacement de la future Nicopolis, et taille en pièces ses troupes. Mithridate se réfugie dans la forteresse de Sinoria, puis va rejoindre Tigrane, mais celui-ci rompt l’alliance avec son beau-père et met sa tête à prix. Il part alors vers le nord et franchit le Phase, passe en Colchide où Pompée renonce provisoirement à le poursuivre[3].
- Été : succès des populares aux élections à Rome. Crassus est élu censeur, César édile curule pour 65 av. J.-C.[4]. À trente-sept ans, César est un aristocrate de la gens Julia, populaire par son élégance et ses profusions. Son éloquence, son esprit, son sens de la politique et des affaires avaient frappé Sylla, qui mit en garde ses amis contre son audace et son ambition. Neveu de Marius, César devient un des chefs du parti démocratique. Il soutient Pompée, l’homme du jour, lors des lois Gabinia et Manilia, mais Pompée parti, il manœuvre pour le supplanter.

- Automne : Pompée traverse l’Euphrate, descend la vallée de l’Araxe en direction d’Artaxata, la capitale arménienne[3]. 
  - Pompée renouvelle le traité d’alliance avec les Parthes. Phraatès III reprend le titre de Roi des rois usurpé par Tigrane II d’Arménie, qui se trouve alors en situation difficile. Le fils de Tigrane, révolté contre son père, se réfugie auprès de Phraatès, qui lui donne sa fille en mariage et lui accorde une armée pour détrôner Tigrane. Il échoue, et va offrir ses services à Pompée qui marche sur l’Arménie. Tigrane, après avoir repoussé les Parthes, offre sa soumission à Pompée et lui cède la Syrie, la Cappadoce et la Sophène. Il garde ses États et devient vassal de Rome. Les troupes romaines, divisées en trois corps, hivernent sur la Koura[3].

- 16 décembre : la veille de la fête des Saturnales, le roi des Albains Orosès attaque Metellus Celer, qui commande un des corps d’armée stationnés sur la Koura, et envoie d’autres troupes contre Lucius Flaccus et Pompée. L’attaque est repoussée[5].

## Décès
- Caius Licinius Macer, historien romain. Accusé de concussion devant Cicéron après avoir administré une province prétorienne, il se suicide.